# La Gresle
La Gresle ist eine französische Gemeinde mit 849 Einwohnern (Stand: 1. Januar 2022) im Département Loire in der Region Auvergne-Rhône-Alpes. Die Gemeinde gehört zum Arrondissement Roanne und zum Kanton Charlieu. Die Einwohner werden Greslis genannt.

## Geografie
La Gresle liegt etwa 17 Kilometer ostnordöstlich von Roanne. Umgeben wird La Gresle von den Nachbargemeinden Sevelinges im Norden, Cours mit Pont-Trambouze im Osten, Thizy-les-Bourgs mit Bourg-de-Thizy im Süden und Südosten, Montagny im Südwesten, Coutouvre im Westen sowie Jarnosse im Westen und Nordwesten.

## Bevölkerungsentwicklung
| Jahr                       | 1962 | 1968 | 1975 | 1982 | 1990 | 1999 | 2006 | 2017 |
| Einwohner                  | 756  | 704  | 652  | 683  | 728  | 745  | 830  | 842  |
| Quellen: Cassini und INSEE |      |      |      |      |      |      |      |      |

## Persönlichkeit
- Joseph Dépierre (1888–1961), Politiker